# Синдром Карнея
Синдро́м Ка́рнея (ко́мплекс Ка́рни, синдром Карни) — редкое наследственное заболевание с аутосомно-доминантным типом наследования. Характеризуется образованием у детей множественных опухолей (миксомы сердца, пигментные опухоли кожи, пигментная узловая гиперплазия надпочечников, фиброаденомы молочных желез, опухоли яичек, СТГ-секретирующие аденомы гипофиза). Следует отличать от триады Карни.

## Этиология и патогенез
Сравнительно редкое заболевание с аутосомно-доминантным типом наследования. Картирован ген PRKAR1-α на 17q24 хромосоме, мутации которого способствуют развитию симптомокомплекса.

## Клиническая картина

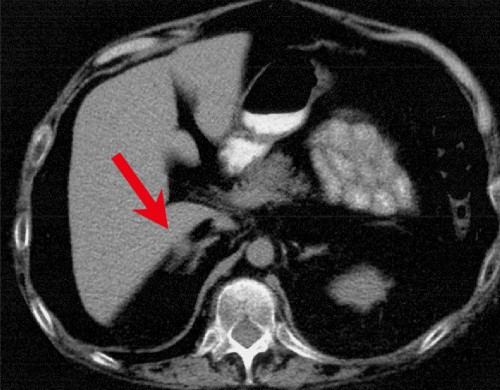
Компьютерная томография: поражён правый надпочечник.

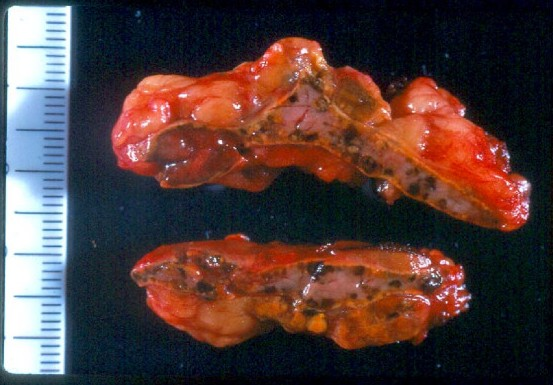
Макропрепарат: Изменения надпочечника при синдроме Карнея.

Симптомы зависят от размера, подвижности и расположения опухоли. Пятнистая пигментация кожи чаще всего встречается на лице, особенно на губах, веках, конъюнктиве и слизистой оболочке полости рта. Миксома сердца может привести к тромбоэмболии, сердечной недостаточности и может проявляться лихорадкой, болью в суставах, одышкой, диастолическим шумом. Миксома может развиться вне сердца, как правило, на коже и в груди. Клинически эндокринные опухоли могут проявляться в виде расстройств, характерных для синдрома Кушинга. 

## Дифференциальная диагностика
Миксомы сердца следует дифференциировать от:
- порока сердца,
- сердечной недостаточности,
- кардиомегалии,
- бактериального эндокардита,
- нарушения сердечного ритма,
- обморока,
- тромбоэмболии, в том числе и эмболии лёгочной артерии.

## Лечение
Оперативное. Хирургическое удаление опухоли должно быть выполнено как можно скорее — долгосрочный прогноз благоприятный и рецидивы редки. При неэффективности проводят лучевую терапию.